# The Good Dinosaur
The Good Dinosaur is een Amerikaanse animatiefilm uit 2015, geregisseerd door Peter Sohn. De film is geproduceerd door de Pixar Animation Studios en gedistribueerd door Walt Disney Pictures.

## Verhaal
Het verhaal vertelt een alternatieve geschiedenis van de wereld, omdat de meteoriet (die ooit was ingeslagen) maar net langs de aarde ging en daardoor dinosauriërs nooit zijn uitgestorven. Een onzekere jonge dinosauriër met de naam Arlo die ver van huis is geraakt, komt onderweg een holbewoner tegen (een mensenkind met de naam Spot) en sluit vriendschap met hem. Hij zal Arlo helpen om zijn angsten te overwinnen op de reis terug naar huis.

## Rolverdeling
| Personage                        | Engelse stem       | Nederlandse stem       | Vlaamse stem          |
| -------------------------------- | ------------------ | ---------------------- | --------------------- |
| Arlo (apatosaurus)               | Raymond Ochoa      | Svenno van Kleij       | Jordi Int Panis       |
| Spot (mens)                      | Jack Bright        | Jack Bright            | Jack Bright           |
| Butch (tyrannosaurus)            | Sam Elliott        | Hero Muller            | Arnold Willems        |
| Ramsey (Butch' dochter)          | Anna Paquin        | Sanne Wallis de Vries  | Mieke Laureys         |
| Nash (Butch' zoon)               | A.J. Buckley       | Niels van der Laan     | Jenne Decleir         |
| Thunderclap (pterodactylus)      | Steve Zahn         | Finn Poncin            | Walter Baele          |
| Downpour (pterodactylus)         | Mandy Freund       | Donna Vrijhof          | Wanda Joosten         |
| Coldfront (pterodactylus)        | Steven Clay Hunter | Huub Dikstaal          | Frank Hoelen          |
| Poppa Henry (apatosaurus)        | Jeffrey Wright     | Leo Richardson         | Mathias Sercu         |
| Momma Ida (apatosaurus)          | Frances McDormand  | Jannemien Cnossen      | Ann Ceurvels          |
| Buck (Arlo's broer)              | Marcus Scribner    | Ramon Andriessen       | Padraig Turley        |
| Libby (Arlo's zus)               | Maleah Padila      | Manou Jue Cardoso      | Marie Wuyts           |
| Forrest Woodbush (styracosaurus) | Peter Sohn         | Gerard Ekdom           |                       |
| Bubbha (velociraptor)            | Dave Boat          | Murth Mossel           | Philippe Bernaerts    |
| Lurleane (velociraptor)          | Carrie Paff        | Marloes van den Heuvel | Ingrid Van Rensbergen |
| Pervis (velociraptor)            | Calum Grant        | Frans van Deursen      | Dimitri Verhoeven     |
| Earl (velociraptor)              | John Ratzenberger  | Just Meijer            | Frank Hoelen          |
| Overige stemmen                  |                    | Fred Meijer            |                       |
|                                  |                    | Raymond Ocho           |                       |
|                                  |                    | Noah Jue Cardoso       |                       |

Regisseur: Maria Lindes, Vertaling: Hanneke van Bogget, Techniek: Jurre Ording.